# Yosa de Sobremonte
Yosa de Sobremonte (arag. Yosa de Sobremón, Yosa de Sobremont) – miejscowość w Hiszpanii, w Aragonii, w prowincji Huesca, w comarce Alto Gállego, w gminie Biescas, 85 km od miasta Huesca.
Według danych INE z 1999 roku miejscowość zamieszkiwały 23 osoby. Wysokość bezwzględna miejscowości jest równa 1 241 metrów. Kod pocztowy do miejscowości to 22451.